# 伊東岩男
伊東 岩男（いとう いわお、1888年（明治21年）8月24日‐ 1966年（昭和41年）12月23日） は、大正から昭和期の実業家、政治家。衆議院議員、北郷町名誉町民。旧姓・関山。

## 経歴
宮崎県南那珂郡、のちの北郷村（北郷町を経て現日南市）で関山宗被の二男として生まれた。1906年（明治39年）宮崎県立農学校（現宮崎県立宮崎農業高等学校）を卒業した。1918年（大正7年）南那珂郡油津町（現日南市）の伊東スマエ（先代善衛門長女）の入夫となり家督を相続した。
南那珂郡農会技手を経て、北郷村会議員、南那珂郡会議員を務め、1923年（大正12年）宮崎県会議員に選出され4期在任した。この間、県会では県当局に迎合せず堂々と論戦を行った。その他、南那珂郡十ヶ町村組合会議員、油津町会議員、所得調査委員、有限責任南那珂郡購買利用組合長、宮崎県耕地組合協会理事、同自動車組合協会理事、同自動車組合連合会長、同運輸組合連合会長、日本武道具社長、新興竹材工業社長、新興製品配給社長などを務めた。
1936年（昭和11年）2月の第19回衆議院議員総選挙で宮崎県選挙区から立候補して初当選。第20回総選挙で再選されたが、1942年（昭和17年）4月の第21回総選挙で落選した。戦後、1946（昭和21年）4月の第22回衆議院議員総選挙に宮崎県選挙区から新たに結成した日向民衆党公認で立候補して再選された。以後、1952年（昭和27年）第25回から1955年（昭和30年）第27回総選挙まで宮崎県第2区から立候補準して連続して再選され、衆議院議員に6期在任した。所属政党は日向民衆党が日本協同党と合同して協同民主党に改組され、その後変遷を経て自由民主党となった。この間、衆議院図書館運営委員長、同補助金等の整理等に関する特別委員長、石橋内閣と第1次岸内閣の郵政政務次官、日向民主党委員長、協同民主党代議士会長、日本民主党会計監査、自由民主党総務などを務めた。また、日南線の建設に尽力してその実現に貢献した。1958年（昭和33年）5月の第28回総選挙に立候補したが次点で落選した。
その他、農村問題研究所長、新興食糧社長、日本建築社長なども務めた。

## 著作
- 『結婚改造』ひもろぎ書房、1932年。
- 『戦争と銃後対策』高陽書院、1939年。